# Nossa Senhora de Baluarte-kapellet
Nossa Senhora de Baluarte-kapellet er et kapel på Mozambique-øen i Mozambique. Det ligger i tilknytning til Fort São Sebastião, som den er forbundet med via en port.
Nossa Senhora de Baluarte-kapellet blev opført af portugisiske nybyggere i 1522, og det regnes nu som det ældste europæiske bygningsværk på den sydlige halvkugle. Det regnes endvidere for at være et af de fineste eksempler på portugisisk sengotisk arkitektur i Mozambique.
15°1′43.68″S 40°44′41.64″Ø / 15.0288000°S 40.7449000°Ø